# Osram
Osram est une entreprise allemande fondée en 1919, spécialisée dans la photonique de haute technologie dans les domaines de la détection, de la visualisation et du traitement par la lumière. Son siège social est situé à Munich.  
Osram est une filiale à 100 % de Siemens AG de 1978 à 2013, date à laquelle est est scindée. Les actions de la société sont admises dans l'indice MDAX de la bourse de Francfort le 23 septembre 2013. La société d'exploitation d'Osram est Osram GmbH. Son président actuel est Ingo Bank. 

## Histoire

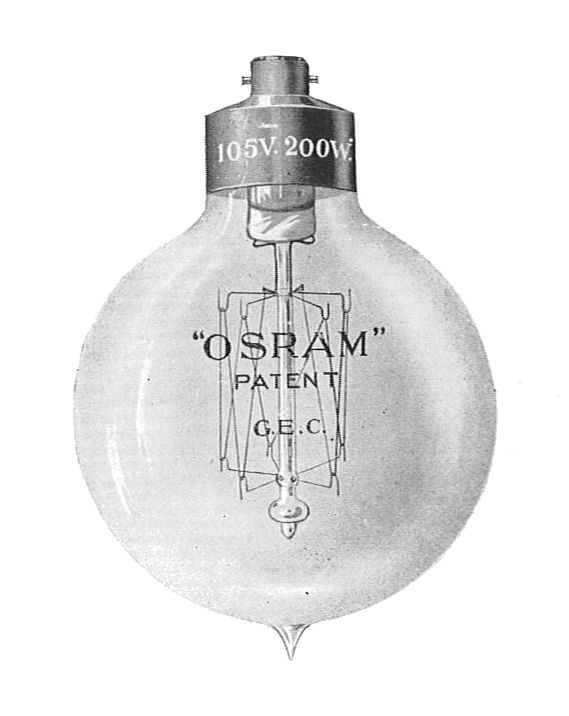
Lampe Osram de 1910 dite high candle power.

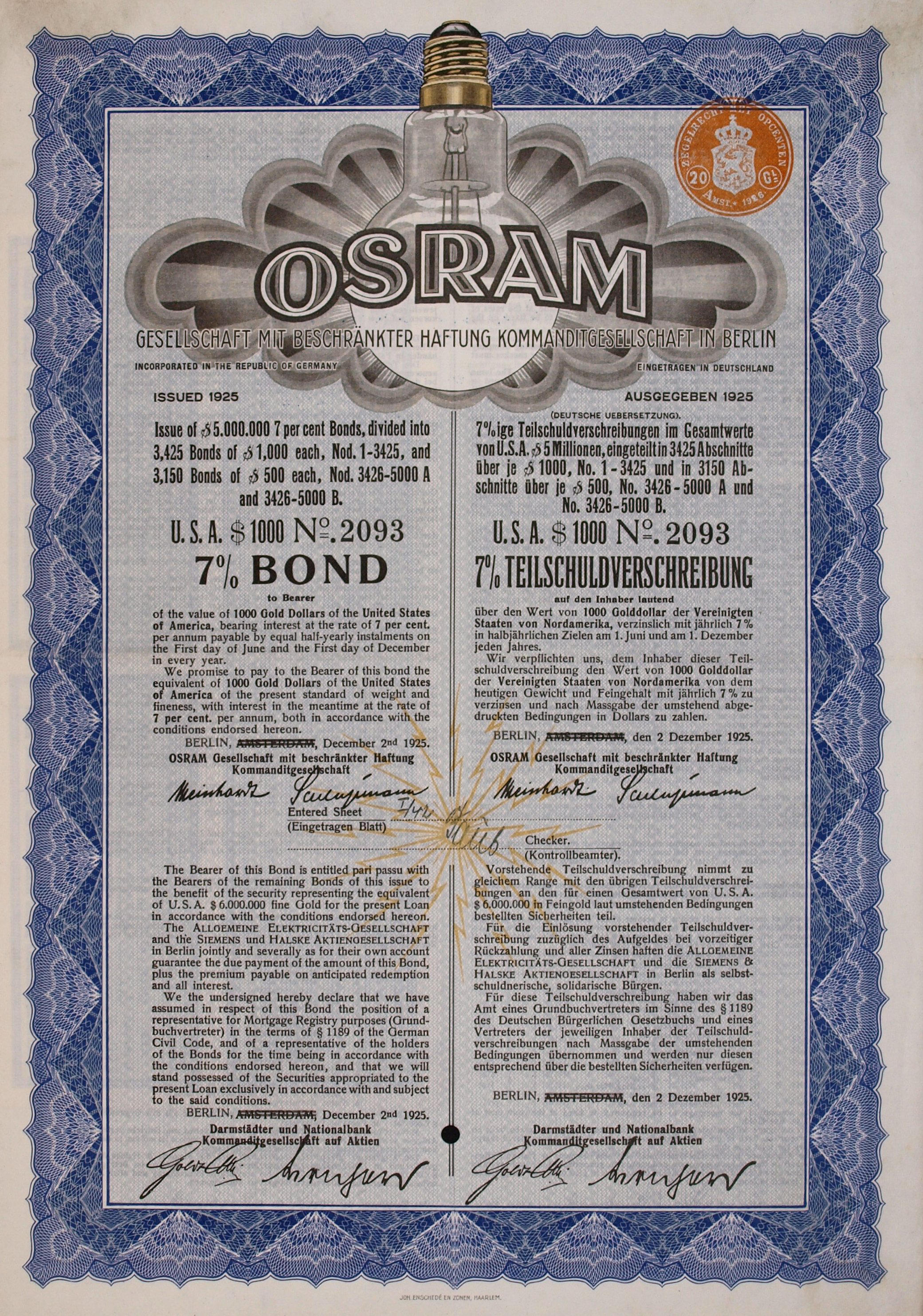
Obligation de la compagnie Osram en date du 2 décembre 1925.

Publicité de 1910 par Sem.

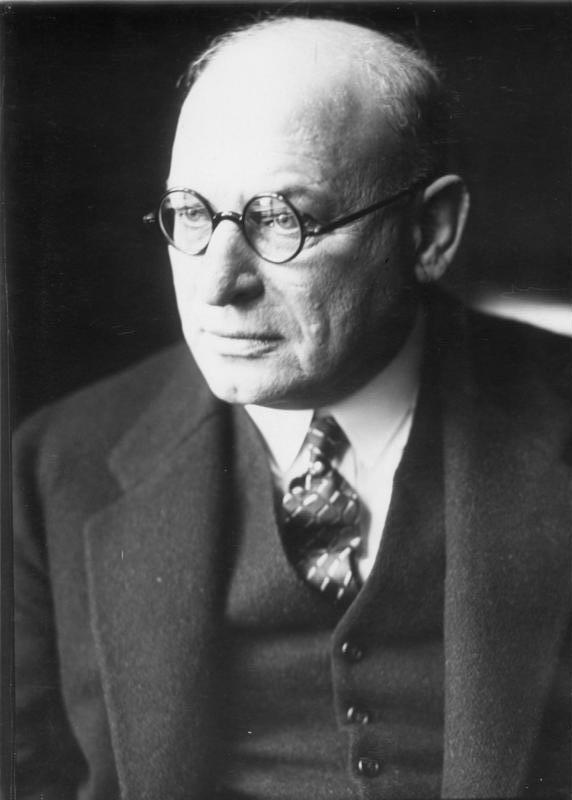
William Meinhardt, l'un des anciens PDG d'OSRAM.

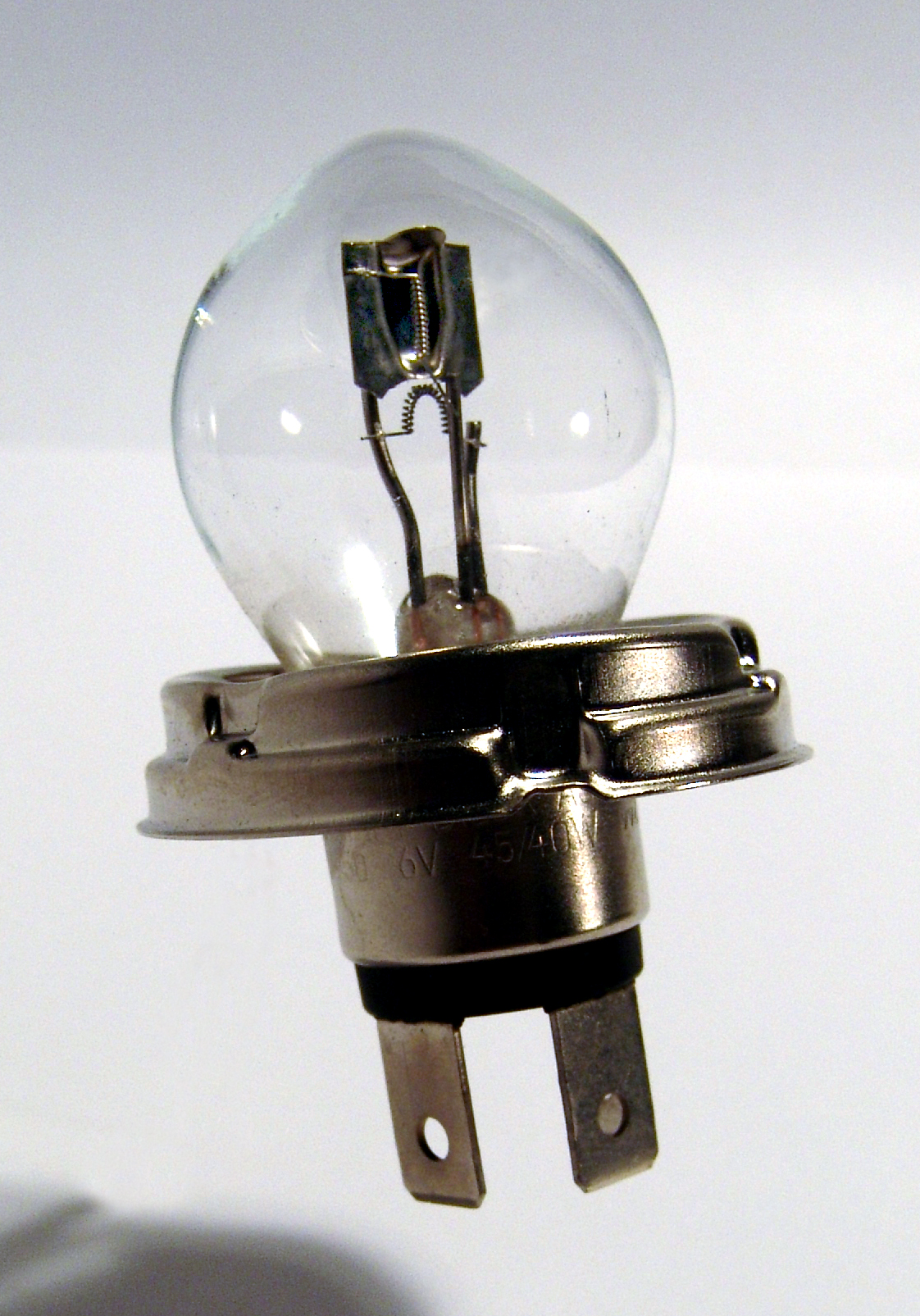
Les lampes de véhicules (dont phare) sont un des créneaux développés par OSRAM.

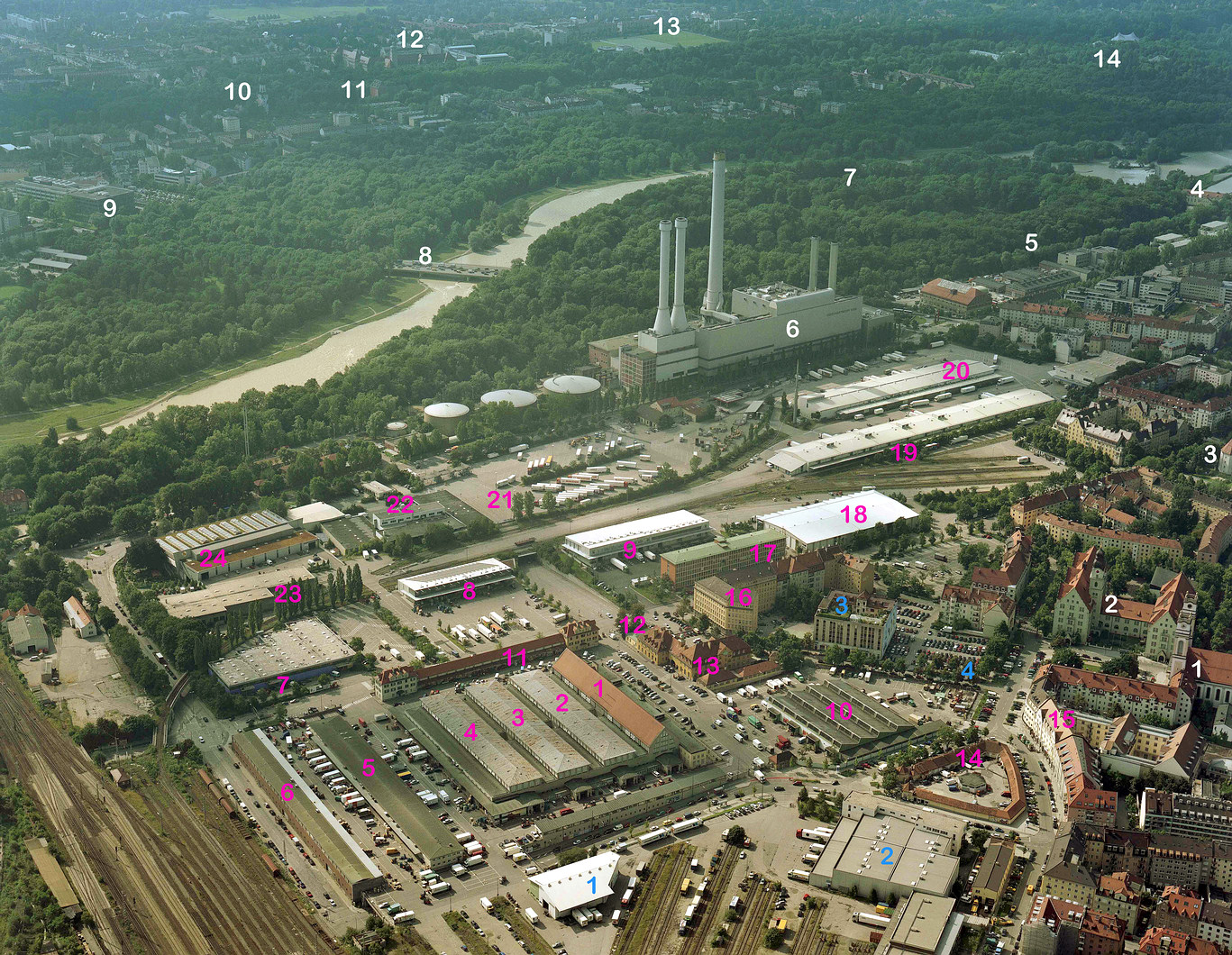
Usine de Munich.

Cette multinationale allemande a été fondée le 17 avril 1906 à Berlin par l'Établissement allemand du gaz incandescent, Deutsche Gasglühlicht-Anstalt, future Auergesellschaft.
OSRAM tire son nom des mots osmium et Wolfram (nom germanophone du tungstène, aussi utilisé par les anglophones), deux métaux très utilisés pour la fabrication des filaments des premières lampes à incandescence, à l'époque où la compagnie fut fondée.
OSRAM exportait des filaments pour l'entreprise britannique General Electric Company qui les utilisait pour sa propre production d'ampoules tandis que son homologue autrichien, Osmium, qui depuis 1904 exploitait les mêmes brevets Auer, devenait une marque de l'américain Westinghouse. La guerre désorganise ces alliances internationales.
En 1919, Auergesellschaft, Siemens & Halske, et Allgemeine Elektricitäts-Gesellschaft (AEG) créent un Konzern pour produire leurs ampoules électriques. Le consortium choisit de relever le nom de la marque et s'organise au sein d'une nouvelle société, OSRAM KG. L'année suivante est fondée la filiale Osram Suisse à Winterthour.
En 1942, pour échapper aux bombardements anglais, une partie de la production est transférée dans des unités des camps de concentration annexes de Plauen (de) et de Leitmeritz (de).
En 1945, l'usine de Berlin, restée dans la partie est, devient le VEB Rosa Luxembourg, du nom de l'héroïne communiste, et formera à partir de 1963 le cœur du combinat Narva (de). C'est aujourd'hui la Cité Oberbaum (de).
En Allemagne de l'ouest, la production est reprise sous le nom de WOTAN. En 1954, la marque OSRAM est rachetée et domiciliée à Munich. Deux ans plus tard Siemens, AEG et General Electric fondent dans la même ville OSRAM GmbH.
À la fin des années 1960, Osram invente la lampe aux halogénures métalliques, dite « HMI », de l'anglais : Hydrargyrum medium-arc iodide, qui est une lampe à décharge, donc dépourvue de filament. Cette lampe est constituée d'un enveloppe de quartz pur, résistante aux températures et pressions élevées, dans laquelle se trouvent deux électrodes plongées dans un mélange de divers gaz, métaux et terres rares. L'établissement d'un arc électrique dans ce mélange produit une lumière blanche dont la température de couleur correspond à celle de la lumière du jour, soit 5 600 K. Une lampe HMI offre un rendement typiquement quatre fois supérieur à celui d'une lampe halogène à filament et dégage donc beaucoup moins de chaleur.

### Histoire récente
Durant l'exercice 2008-2009, Osram réduit son effectif de 4 000 personnes, « dans toutes les fonctions sauf la R&D ». Durant la même période, le chiffre d'affaires LED d'Osram double avec la création d'une coentreprise (Traxon). Si la crise économique de 2008 touche fortement l'entreprise aux États-Unis, elle y renforce néanmoins sa position avec l'intégration d'Amtech.
Le 30 novembre 2012, Osram annonce que l'entreprise compte se séparer de 4 700 personnes avant 2014, soit 12 % de sa masse salariale. En parallèle, Osram annonce sa scission par rapport à Siemens et son introduction à la Bourse de Francfort durant le début de l'année 2013.
En avril 2015, Osram annonce le déplacement de son activité grand public dans une structure juridique à part, différenciée de celle commercialisant les lampes pour l'industrie automobile et pour le monde professionnel. L'activité d'éclairage conventionnel d'Osram est scindée en 2016 sous le nom de Ledvance et vendue à un consortium chinois,.
En octobre 2017, Siemens vend sa participation de 17 % dans Osram, pour 1,2 milliard d'euros, il n'est alors plus actionnaire de cette dernière entreprise.
En août 2019, Bain Capital lance une offre d'acquisition sur Osram de l'ordre de 3,4 milliards de dollars, qui est rejetée par le principal actionnaire d'Osram. En parallèle, AMS lance une offre d'acquisition sur Osram avec un prix 10 % plus élevé. En novembre 2019, AMS et Osram signent un accord pour faciliter l'acquisition d'Osram par AMS, à la suite du lancement de deux offres d'achat non successives en septembre et octobre 2019 effectué par AMS sur Osram. Après une guerre d'enchères avec Bain Capital, Osram est rachetée par la société autrichienne ams AG en juillet 2020 et une majorité des actions est acquise. Le 3 mars 2021, ams AG annonce l'entrée en vigueur d'un accord de domination et de transfert des profits et pertes (DPLTA) entre ams Offer GmbH, une filiale à 100 % d'ams AG, la société mère du groupe ams, et OSRAM Licht AG (OSRAM).

## Production
Osram est l'un des leaders sur le marché des appareillages électroniques (ECG) pour les lampes, mais l'essentiel de son bénéfice vient de la vente de lampes (via son département General Lighting division). Osram était, en 2009, leader mondial pour la fourniture de lampes LED pour les véhicules (dont automobile).

### Stratégie et projet
L'entreprise a profité de la directive européenne qui a imposé à partir du 1er septembre 2009 l'interdiction de vente des lampes à incandescence au profit de lampes basse consommation, produits qu'Osram a placé depuis dix ans au centre de sa « stratégie de recentrage sur les produits éconergétiques » . Selon le PDG de l'entreprise, en 2009 ces lampes ont compté pour 66 % des ventes d'OSRAM . 
Osram se développe aussi sur le marché des semi-conducteurs optiques.
ORBEOS, un produit OLED jugé prometteur par l'entreprise, a été lancé. C'est une source lumineuse plate, à longue durée de vie, de couleur de 2800 K, comparable à une lampe à incandescence, mais plus efficace qu'une lampe halogène, sur une base technologique mise au point via un projet financé par le Ministère fédéral allemand de l'éducation et de recherche. Osram va maintenant chercher à améliorer son intensité lumineuse.
Face à la réduction de certaines ressources, le recyclage est une préoccupation croissante. En Allemagne, en 2009, près de 40 pour cent des lampes étaient recyclées selon Osram qui souhaite un doublement de ce taux qui était déjà de 80 % en Suède. Le plomb et le mercure ont été réduits, mais selon Osram doivent être considérés au regard des économies d'énergie qu'ils permettent.

## Économie

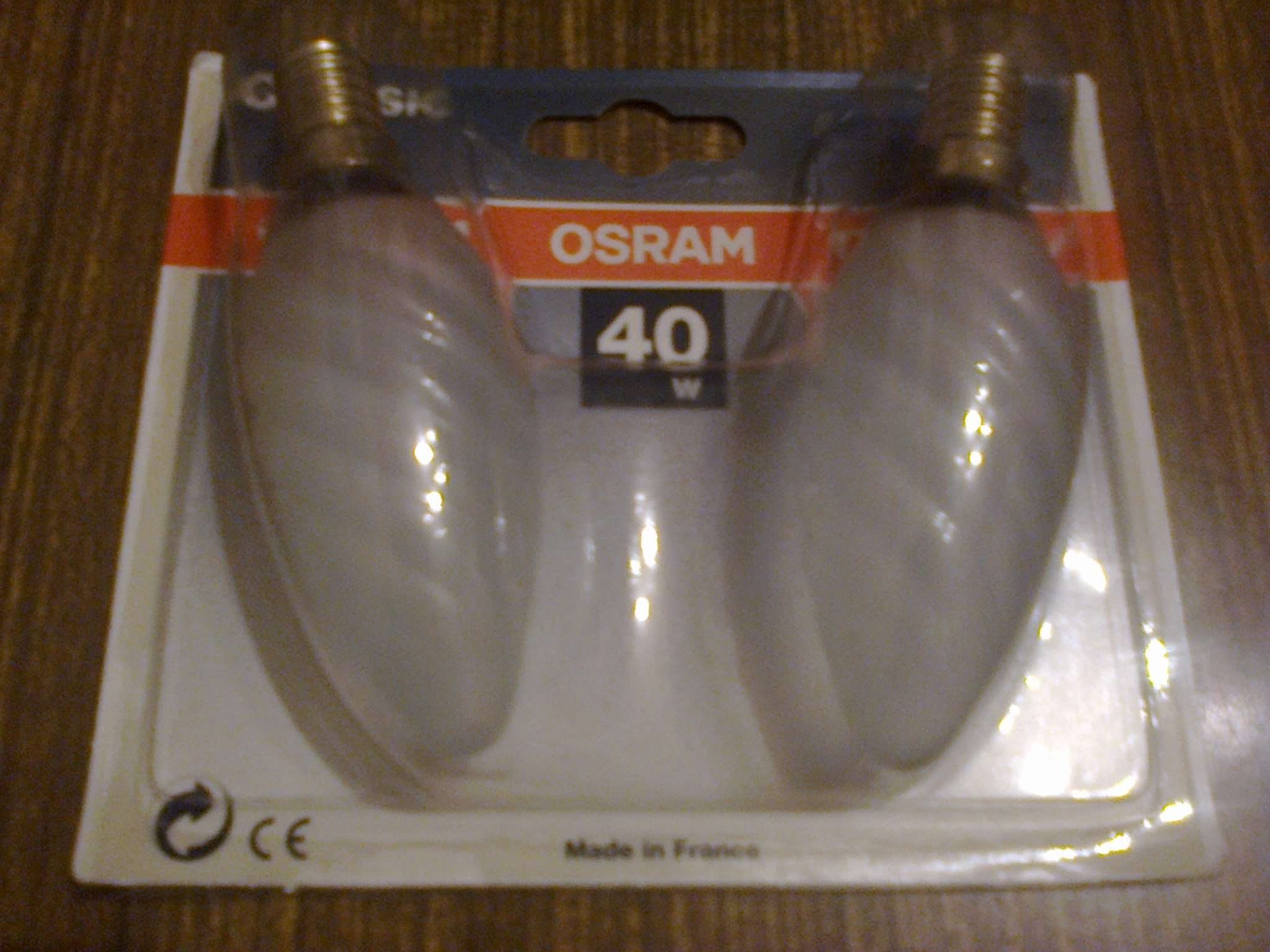
Lot d'ampoules Osram à filament dans leur emballage (années 1990)

Selon l'entreprise, en 2009, son chiffre d'affaires s'élevait à 4 milliards d'euros (exercice 2009, fin septembre), et les ventes mondiales de l'exercice 2008 s'étaient élevées à 4,6 milliards d'euros. En 2009, l'investissement en R&D correspondait à 6,6 % du chiffre d'affaires et plus de 66 % des ventes étaient des  produits dits éconergétiques (lampes basse consommation).

## Actionnaires
Liste des principaux actionnaires au 5 janvier 2021.
| AMS                                       | 67,9% |
| DNCA Finance                              | 3,05% |
| Norges Bank Investment Management         | 2,84% |
| Allianz Global Investors                  | 2,82% |
| Auto détention                            | 2,75% |
| Schroder Investment Management            | 2,54% |
| Dimensional Fund Advisors                 | 2,27% |
| Boussard & Gavaudan Investment Management | 1,74% |
| Franklin Mutual Advisers                  | 1,28% |
| Lyxor Asset Management                    | 1,25% |

## Gouvernance
Le président-directeur général est Olaf Berlien et Siegfried Russwurm (de) préside le conseil de surveillance.
Le département chargé des ventes en Amérique du Nord est Osram Sylvania, dont le siège social est à Danvers (Massachusetts). Aux États-Unis, au Canada et au Mexique les produits Osram sont vendus sous le nom de Sylvania.
Osram est membre de l'association européenne des équipementiers automobiles, le CLEPA.

## Filiales

### Osram Opto Semiconductors
Osram Opto Semiconductors (en) est une filiale (propriété exclusive d'Osram) qui conçoit et fabrique des produits opto-semiconducteurs. 
L'un des principaux produits de cette filiale et le plus connu est la diode électroluminescente (LED). Osram est le second fabricant au monde de semi-conducteurs optoélectroniques pour l'éclairage, la détection et la visualisation (composants d'éclairage LED, OLED, diodes laser haute-puissance, composants pour l'infra-rouge..)
Cette filiale dont le siège est à Ratisbonne (Allemagne) a délocalisé son site de production dans le Penang (Malaisie) et dispose d'un réseau mondial de centres de ventes et marketing, qui emploie plus de 3 500 personnes (2009).
Dans l'exercice 2006, cette filiale a réalisé un chiffre d'affaires d'environ 500 millions d'euros. soit 12 % des ventes totales d'Osram GmbH.

### Sylvania
Osram Sylvania fabrique et commercialise une large gamme de produits d'éclairage pour les maisons, les entreprises et les véhicules. Elle détient une part de marché de premier plan en Amérique du Nord. Dans son exercice 2006, la société a réalisé un chiffre d'affaires d'environ 2 milliards d'euros, soit 43 % du chiffre d'affaires total d'OSRAM. Elle emploie environ 11 200 personnes en Amérique du Nord et est basée à Danvers (Massachusetts), au nord de Boston. La plupart des produits de la société sont commercialisés en Amérique du Nord, et Amérique du Sud, sous le nom de marque Sylvania ou d'Osram. En janvier 2019, Osram annonce la vente de Sylvania pour 100 millions d'euros à Wesco International.